# Di'Ja
Hadiza Blell, mieux connue sous son nom de scène Di'Ja, est une chanteuse, artiste visuel et auteure-compositrice à la fois nigériane puis sierra leonnaise. Elle a actuellement signé pour Mavin Records. 
En 2009, elle sort son premier single intitulé Rock Steady, qui a été nommé comme le meilleur clip urbain de R&B aux Canadians Music Awards en 2009. Di'Ja a remporté le prix du meilleur nouvel artiste aux Beat Music Awards en 2008.

## Biographie
Né à Kaduna au centre du Nigeria, Di'Ja a aussi vécu au Sierra Leone, aux États-Unis et au Canada. Sa mère est originaire du nord du  Nigeria et son père est de la Sierra Leone. À un jeune âge , elle s'est engagée dans le milieu universitaire et a obtenu un double diplôme en biologie et en psychologie. Après l'obtention des diplômes mentionnés ci-dessus, Di'Ja s'est ensuite passionnée par la musique, l'art et la philosophie.

## Carrière
Sa carrière musicale a commencé en 2008. En 2012, elle sort plusieurs singles dont Dan'Iska (Rudebwoy), Hold On ( Ba Damuwa) et How cand be friends. Le 14 février 2014, Don Jazzy a annoncé l'ajout de Di'Ja à Mavin Records. Son premier single officiel sous Mavin records a également été sorti ce même jour.
En mai 2014, Di'Ja a été présenté dans Dorobucci aux côtés de compagnons du label dont Don Jazzy, Dr SID', Tiwa Savage, D' prince, Korede Bello puis Reekado Banks et une vidéo d'animation a été libérée pour ce clip. Au 21 juin 2014, Dorobucci a reçu plus de 12 millions de téléchargements depuis sa sortie. Di'Ja a également apparu dans la chanson « Lève-toi » aux côtés de Don Jazzy et Reekado Banks.

## Prix et nominations
| Année | Evenement                    | Prix                          |
| ----- | ---------------------------- | ----------------------------- |
| 2008  | Beat Music Awards            | Meilleur nouvel artiste       |
| 2009  | Canadians Radio Music Awards | Meilleur clip R&B             |
| 2014  | Nigeria Entertainment Awards | Meilleur artiste dans la mode |

## Discographie
- 2008: Rock Steady
- 2008: How Can We Be Friends
- 2013: Dan'Iska (Rudebwoy)
- 2013: Hold On (Ba Damuwa)
- 2014: Yaro
- 2014: Dorobucci
- 2014: Awww
- 2014: Adaobi
- 2015: Looku Looku